# Аеродром Лондон-Хитроу
Аеродром Лондон-Хитроу (енгл. Heathrow Airport/London Heathrow Airport) је главни међународни аеродром британске престонице Лондона. Аеродром се налази 23 километра западно од средишта града, у градској општини Хилингдон. Аеродром Хитроу је такође део великог лондонског ваздушног чворишта, које поред њега чини још пет међународних аеродрома: Лондон-Сити, Гетвик, Лутон, Саутенд и Стенстед.
Аеродром Хитроу је један од најважнијих ваздушних лука на свету. То је тренутно седми по промету путника светски аеродром, а први у Европи. 2018. године кроз Хитроу је прошло преко 78 милиона путника. Такође, Хитроу је убедљиво најпрометнији аеродром Уједињеног Краљевства.
Хитроу је седиште британске државне авио-компаније „Бритиш Ервејз”.

## Историја
Хитроу има релативно дугу историју. На његовом садашњем месту 30-их година 20. века изграђен је мањи приватни аеродром у власништву авионске компаније која га је користила за тестирања. У том периоду Хитроу се није користио за комерцијалне летове а главни аеродром који је опслуживао Лондон био је, сада затворени, Кројдонски аеродром.
Прекретницу у развитку аеродрома означила је одлука о преузимању аеродрома из 1944. којом је у посед аеродрома дошло тадашње Министарство ваздухопловства. Одлуку је донео Харолд Белфор са образложењем да је неопходан аеродром за авионе дугог домета који би били ангажовани у рату са Јапаном. Међутим, Белфор ће касније признати у својим мемоарима како је он заправо желео да Хитроу постане комерцијални цивилни аеродром а да га је под датим изговорима преузео како би избегао дугу јавну расправу. У складу са оваквим мотивима Краљевско ваздухопловство никад и није користило аеродром и он је 1. јануара 1946. предат у надлежност тадашњег Министарства цивилне авијације. Тај датум је уједно и датум првог цивилног лета са Хитроа, био је то лет за Буенос Ајрес.
Аеродром је званично отворен 31. маја 1946. и од тада се само увећавао да би данас поред Гетвика био главни лондонски аеродром. Прву модерну бетонску писту (1953) и терминал (1955. - данашњи Терминал 2) отворила је краљица Елизабета II. Нешто касније отворен је и данашњи Терминал 3 и Терминал 1, отворен 1968. Најмлађи је Терминал 4, отворен 1986, док је тренутно у изградњи Терминал 5.
Хитроу је у власништву компаније BAA која је настала приватизацијом Британске управе аеродрома (енгл. British Airports Authority). У власништву исте компаније је још 7 других аеродрома широм Уједињеног Краљевства.

### Тероризам
Као и већина великих међународних аеродрома, Хитроу је под сталном претњом од терористичких напада што умногоме утиче на безбедносне процедуре на аеродрому. Неки од догађаја су:
- 17. априла 1986. у торби једне путнице ирског порекла нађена је велика количина семтекс експлозива које је намеравала да унесе на лет израелског авио-превозника Ел Ал. Експлозив је обезбедио њен јордански дечко који је касније ухапшен и осуђен на 45 година затвора.
- ИРА је 1994. у три наврата напала аеродром на њега испаливши укупно 12 пројектила из минобацача. Ови напади су проузроковали велике сметње у функционисању аеродрома са економским последицама по све кориснике услуга аеродрома. Криза је достигла врхунац када је у том периоду краљица морала да слети на аеродром у пратњи РАФ.
- након оперативних информација неколико сигурносних агенција да је могуће да ће Ал Каидини терористи са британских и америчких аеродрома покушати да земља-ваздух ракетама нападну авионе, на Хитроу је распоређено 1.000 додатних полицајаца као и Британска армија.

Последња претња по сигурност аеродрома одиграла се 10. августа 2006. Након што је МИ5 подигнуо ниво опасности на највиши могући - “критична” опасност, на свим британским аеродромима а посебно Хитроу уведене су посебне сигурносне мере. Наиме, одлука је уследила након хапшења 21 британског грађанина муслиманског порекла (мада се у почетку одбијало да су ухапшени припадници било које специфичне заједнице) под сумњом да су планирали да разнесу између 8 и 10 авиона који из Лондона крећу ка САД. Њихов план је наводно био да на летове у пластичним боцама минералне воде унесу течне експлозиве кућне производње које би активирали или у британском ваздушном простору или изнад океана или непосредно пре слетање на неки од америчких аеродрома.
На Хитроу је дошло до потпуног колапса авионског саобраћаја. Већина авио компанија је отказала своје летове а они који нису отказани каснили су по неколико сати а саобраћај је поновно релативно нормално успостављен тек неколико дана касније. На аеродром су распоређене додатне снаге Метрополитан полиције. Донета је мера којом се забрањује уношење било какве течности на лет која је ускоро проширена на ручни пртљаг уопште. Њом се путницима који полећу или слећу на Хитроу дозвољава да у кабину авиона унесу путну исправу, новчаник џепног формата, наочаре, сочива, неопходне лекове у чврстом облику, класичне кључеве и уколико путују са малим дететом млеко или сок који су претходно пред службеним лицем пробали. Очекује се да ће ова мера попримити сталан карактер јер се употребом састојака (као нпр. хидроген-пероксид) доступних у слободној продаји могу направити изузетно јефтини и разорни течни експлозиви. Тренутна сигурносна опрема на аеродромима широм света може да детектује нитро групу везану за органско једињење која је присутна у готово свим постојећим војним експлозивима. Експлозиве какве су терористи наводно планирали да унесу није могуће детектовати.
Међутим, неколико дана после почетне узбуне, 14. августа 2006, степен опасности је спуштен за један ниже а забрана уношења свог ручног пртљага је привремено укинута. Дозвољено је уношење једног комада ручног пртљага малих димензија док је строга забрана уношења течности остала на снази.

## Хитроу данас
Хитроу је данас један од најпрометнијих светских аеродрома. Од приватизације 1986. њиме управља компанија BAA међутим, због тржишног положаја који BAA ужива, као власник 8 британских аеродрома, цене аеродромских услуга (у циљу спречавања монопола) мора да одобри британска Управа цивилне авијације. Хитроу ужива известан углед међу лондонским аеродромима тако да Управа, по одлуци из 2003. дозвољава извесне повластице што чини Хитроу скупљим у односу на Гетвик и Лутон. Ипак, већина авио компанија се одлучује управо за Хитроу, док клијентелу преостала два (не рачунајући London City аеродром) претежно чине јефтине авио-компаније.
Хитроу је велики међународни центар авио саобраћаја. Поред четири путничка постоји и један теретни терминал. Упркос многобројним маркетиншким тврдњама, по годишњем броју путника, Хитроу се налази на трећем месту, после аеродрома у Атланти и чикашког О'Хер аеродрома.
Што се тиче европских статистика, Хитроу је по броју путника на првом месту са преко 30% више путника од другопласираног Шарл де Гола. Ипак, по броју полетања и слетања као и по количини терета која на годишњем нивоу прође кроз аеродром, Хитроу се налази на трећем месту, после париског Шарл де Гола и Франкфуртског аеродрома.
На Хитроу се у бројним навратима апеловало да ратификује споразуме о слободним тржишту као што је споразум о слободном небу изнад аеродрома. Овај проблем је посебно изражен у летовима ка САД где само 4 авио-компаније имају право на слетање и саобраћај из/ка САД.
У 2005. години кроз аеродром је прошло 67,7 милиона путника што је скромних 0,9% више него претходне, 2004. године. Ипак, очекује се да ће завршетком Терминала 5 ова цифра значајније порасти. У склопу припрема за увођење редовних линија које ће опслуживати Ербас А380, неопходне измене су направљене на Терминалу 3 док ће Терминал 5 имати засебан део резервисан за највећи светски путнички авион.

## Терминали и дестинације
Аеродром тренутно има 4 терминала са петим у изградњи. Терминали 1,2 и 3 налазе се централно лоцирани у аеродромском комплексу што представља својеврстан проблем за обезбеђивање адекватног броја паркинг места у непосредној близини ових терминала. Бројне аутобуске линије повезују терминале и паркинге али је дугорочније решење у реконструкцији старијих терминала. Насупрот њима, Терминал 4 је изолован од прва 3 и постављен периферније.
Свака авио-компанија функционише у склопу додељеног терминала. Постоје предлози да се ова прерасподела реформише обраћајући пажњу на партнерске односе између компанија. Ипак, ово се не очекује пре завршетка Терминала 5.

### Терминал 1
- Азиана ерлајнс (Сеул)
- БМИ (Абердин, Амстердам, Белфаст, Брисел, Венеција, Глазгов, Даблин, Дарам Тиз Вели, Единбург, Инвернес, Лидс, Лион, Манчестер, Москва-Домодедово, Мумбај, Напуљ, Ница, Палма де Мајорка, Париз, Палма де Мајорка, Ријад, Тенерифе, Хановер, Џедах)
  - операција управља БМЕД (Адис Абаба, Александриа, Алепо, Алмати, Аман, Анкара, Баку, Бејрут, Бишкек, Дакар, Дамаск, Екатеринбург, Јереван, Картум, Тбилиси, Техран, Фритаун) [од 28. октобра 2007]
- Бритиш ервејз (Абердин, Атина, Барселона, Берлин-Тегел, Будимпешта, Букурешт-Отопени, Ванкувер, Варшава, Диселдорф, Единбург, Глазгов, Истанбул-Ататурк, Јоханезбург, Кијев-Бориспил, Ларнака, Лисабон, Лос Анђелес, Мадрид, Манчестер, Милано-Линате, Милано-Малпенса, Минхен, Москва-Домодедово, Њукасл, Ница, Праг, Рим-Фијумичино, Санкт Петербург, Сан Франциско, Софија, Стокхолм-Арланда, Токио-Нарита, Триполи, Франкфурт, Хамбург, Хелсинки, Хонгконг, Штутгарт)
  - Бритиш ервејз операција управља ГБ ервејз (Касабланка, Малага, Маракеш, Фез)
- Ел Ал (Овда [сезонски], Тел Авив)
- Ер Лингус (Даблин, Корк, Шенон)
- Исландер (Рејкјавик)
- ЛОТ Полиш ерлајнс (Варшава)
- Сајпрус ервејз (Ларнака, Пафос)
- Сан д'Ор (Тел Авив)
- Саут Африкан ервејз (Кејптаун, Јоханезбург)
- Трансаеро (Москва-Домодедово)
- Финер (Хелсинки)

### Терминал 2
- Улаз у салу за одласке на Терминалу 2Аерофлот (Москва)
- Алиталија (Милан, Рим)
- Аустриан ерлајнс (Беч)
- Белвју ерлајнс (Фритаун)
- Ер Алжир (Алжир)
- Ер Астана (Алмати)
- Ер Франс (Лион, Париз)
- Иберија (Барселона, Билбао, Венеција, Мадрид, Малага, Ла Коруња, Сантијаго де Компостела, Севиља)
- Исландер (Кефлавик)
- Ер Србија (Београд, Тиват)
- Јеменија (Сана)
- Кроација ерлајнс (Ријека, Сплит, Загреб)
- Либијан Араб ерлајнс (Бенгази, Триполи)
- Луксер (Луксембург)
- Луфтханса (Диселдорф, Келн, Минхен, Франкфурт, Хамбург, Штутгарт)
- Малев Хунгаријан ерлајнс (Будимпешта)
- Олимпик ерлајнс (Атина, Солун)
- Пулково Авијејшн Ентерпрајз (Санкт Петербург)
- Ројал ер Марок (Казабланка, Маракеш, Тангер)
- Свис интернашонал ерлајнс (Цирих)
- Сиријан Араб ерлајнс (Дамаск)
- Судан ервејз (Картум)
- ТАП Португал (Фарос, Фунал, Лисабон, Порто)
- ТАРОМ (Букурешт)
- Тунисер (Тунис)
- Узбекистан ервејз (Ташкент)
- Украјин интернашонал ерлајнс (Кијев)
- Хелиос ервејз (Ларнака)
- Чајна истерн ерлајнс (Шангај)
- ЧСА (Праг)

### Терминал 3
- Американ ерлајнс (Бостон, Лос Анђелес, Мајами, Њујорк, Чикаго)
- Биман Бангладеш (Дака, Дубаи)
- Бритиш ервејз (Мајами)
- Верџин Атлантик ервејз (Бостон, Вашингтон, Делхи, Дубаи, Јоханезбург, Кејптаун, Лагос, Лос Анђелес, Мајами, Мумбај, Њујорк, Њуарк, Сан Франциско, Сиднеј, Токио, Хонгконг, Шангај)
- Вест Индис ервејз (Антигва, Бриџтаун Барбадос, Св. Луција, Порт оф Спејн, Џорџтаун)
- Галф ер (Бахреин, Маскат)
- ЕВА ер (Банкок, Тајпеј)
- Египат ер (Каиро, Луксор)
- Емирати (Дубаи)
- Ер Индија (Ахмедабад, Делхи, Колката, Мумбај, Ченаји, Чикаго)
- Ер Канада (Ванкувер, Калгари, Монтреал, Отава, Сент Џонс, Торонто, Халифакс)
- Ер Маурицијус (Маурицијус)
- Ер Њу Зеланд (Лос Анђелес, Окланд, Хонгконг)
- Ер Чајна (Пекинг)
- Ер Џамејка (Кингстон, Монтего Беј)
- Етијад ервејз (Абу Даби)
- Иран ер (Техеран)
- Итиопијан ерлајнс (Адис Абеба, Рим)
- Џапан ерлајнс (Осака, Токио)
- Јунајтед ерлајнс (Вашингтон, Лос Анђелес, Њујорк, Сан Франциско, Чикаго)
- Кибрис Турк Хава Јолари (Измир)
- Катар ервејз (Доха)
- Катеј Пацифик (Хонгконг)
- Кувајт ервејз (Кувајт, Њујорк)
- Коријан ер (Сеул)
- Малејжа ерлајнс (Куала Лумпур)
- Мидл ист ерлајнс (Дамаск)
- Ол нипон ервејз (Токио)
- Пакистан интернашонал ерлајнс (Исламабад, Карачи, Лахоре)
- Ројал Брунеј ерлајнс (Бандар Сери Бегаван, Дубаи)
- Ројал Џорданијан (Аман, Агада)
- САС Братенс (Осло, Ставанџер)
- Сауди Арабијан ерлајнс (Џеда, Ријад)
- Сингапур ерлајнс (Сингапур)
- Скандинејвијан ерлајнс (Копенхаген, Гетеборг, Стокхолм)
- Таи ервејез интернашонал (Бангкок)
- Теркиш ерлајнс (Анталија, Измир, Истанбул)
- Туркменистан ерлајнс (Ашхабад)
- Џет ервејз (Амрицар, Делхи, Мумбај)

### Терминал 4
- Колица за пртљаг на Терминалу 4Бритиш ервејз (преко 40 углавном прекоокеанских дестинација)
- Ер Малта (Лука)
- Ер Сахара (Делхи)
- Квантас (Бангкок, Мелбурн, Сиднеј, Сингапур, Хонгконг)
- Кенија ервејз
- КЛМ Ројал Дач ерлајнс (Амстердам, Ајндховен, Ротердам)
- СН Браселс ерлајнс (Брисел)
- ТАМ Лињас Аерас (Сао Пауло)
- ШриЛанкан ерлајнс (Коломбо, Мале)

## Полетно-слетне стазе и узлетно-слетни режим
Хитроу је у прошлости располагао са шест кратких полетно-слетних стаза које су биле погодне за узлетање авиона са пропелерима при различитим правцима дувања ветра. Оне су се међусобно пресецале. Међутим, модернизацијом авијације уопште и захтеви услова на аеродромима су се променили.

Хитроу тренутно располаже са две полетно-слетне стазе паралелно постављене једна до друге. Њихове димензије су такве да могу да их могу користити и највеће летелице у производњи. Постојала је и трећа кратка полетно-слетна стаза 23, која је пресецала обе, и која сада чини таксивеј А. Контрола полетања и слетања са Хитроа је изузетно комплексна јер је потребно да се полетно-слетне стазе већину времена користе максимумом капацитета. Поред овога употребу полетно-слетних стаза ограничава и тзв. Кронфордски протокол који је усвојен договором између управе аеродрома и становника оближњег Кронфорда којим се, осим у изузетним ситуацијама, саобраћај усмерава тако да што мање прелеће преко оближњих резиденцијалних зона.
Поступак слетања је укратко овакав. Уколико је полетно-слетна стаза заузета, долазећи авион се управља ка једној од четири резервисане зоне за кружење авиона на чекању. Ове зоне су распоређене око адекватних радио одашиљача који служе за навигацију и омогућавају да се авиони око њих крећу на предвидљив начин што олакшава посао контролорима лета. Те зоне су углавном између 3.000 и 5.000 метара. Авион добија свој коридор који задржава док не добије инструкције од контролора да се спусти на мању висину и настави кружење. Извођење авиона из оваквог режима захтева велику количину умећа и искуства. Авион је потребно усмерити на прилаз адекватној полетно-слетној стази тако да се све време налази на безбедном растојању од осталих летелица али истовремено и на начин који је довољно ефикасан да се слетања одвијају једно за другим, са минималним паузама. Просечно растојање између два авиона који слећу је само око 5 km.
Док једна полетно-слетна стаза углавном служи за слетања, друга је у том случају резервисана за полетања. При томе се води рачуна да авиони који слећу буду позиционирани тако да на путу ка терминалу односно капији не морају да прелазе активне полетно-слетне стазе. Свакодневно се врши ротација између полетно-слетних стаза, односно једна постаје узлетна а друга полетна и обрнуто. Ротација се врши и у зависности на правац ветра.
Обе полетно-слетне стазе су опремљене најмодернијом навигационом опремом за навођење авиона и аутоматско слетање које омогућавају функционисање аеродрома и у изузетно лошим временским условима.

## Повезаност са градом
Једна од главних предности Хитрооа је његова квалитетна повезаност са Лондоном. Иако закрченост саобраћаја остаје велики проблем константно се проналазе нова решења за ову потешкоћу.

### Саобраћај на подручју аеродрома
Хитроу је повезан са два велика ауто-пута (М25 и М4) и два пута мање категорије (А4 и А30). Од ових, два пута пролазе кроз тунел изграђен испод једне од писта. Ипак, саобраћај личних возила је ограничен и јако спор. На подручју аеродрома постоје бројни паркинзи и гараже, како за кратке боравке тако и за оне дужег карактера. Постоји и више паркинга у непосредној близини аеродрома који нису у власништву BAA. Паркинзи су са аеродромским зградама повезани бесплатним аутобуским линијама. Пут до центра Лондона, у зависности од оптерећености саобраћаја, може да потраје и око сат времена. Уређен је и прилаз аеродрому бициклима.

### Јавни превоз
Бројне аутобуске линије повезују аеродром са другим деловима града. Аеродром има своју аутобуску станицу. Осим локалних линија којима управља Транспорт за Лондон, РејлЕр (RailAir) има редовне линије до железничких станица Ридинг и Фелтам. Постоје и редовне линије за друге делове Уједињеног Краљевства.
Пикадили линија лондонског метроа је 1977. продужена до аеродрома. Донедавно у функцији су биле две станице, једна за Терминале 1,2 и 3 и друга за Терминал 4. Станица Терминала 4 је затворена до септембра 2006. због радова на изградњи тунела и пруге за нову станицу која ће бити отворена у склопу Терминала 5, који је тренутно у изградњи. Иако једна од јефтинијих опција, пут подземном до центра Лондона може да потраје и око 55 минута.
Две брже, али и скупље железничке опције, су:
- Хитроу Експрес - удобни, климатизовани возови полазе на сваких 15 минута са аеродрома и након петнаестоминутног путовања стижу до Педингтон станице у центру Лондона. Цена карте је између 13 и 15 фунти. Линија нема успутних станица.
- Хитроу Конект - такође иде до Педингтона. Поласци су на сваких пола сата а путовање траје 25 минута уз бројне успутне станице где је могуће преседнути на неку од других железничких линија за дестинације широм Уједињеног Краљевства. Цена карте је 9,50 фунти.

Најудобнија али и најскупља опција је свакако такси. Проток такси возила кроз аеродром је добро организован и постоје резервисана такси стајалишта испред сваког од терминала. Путник наручује такси који онда полази са оближње такси станице. Ово убрзава проток возила. Цену свих такси услуга утврђује Транспорт за Лондон и она је јединствена за све такси компаније. Пут до центра Лондона може да кошта и око 70 фунти.

## Будућност Хитроа

### Терминал 5
Свакако један од највећих пројеката тренутно у току је изградња Терминала 5. Овај контроверзни пројекат је актуелан још од 1993. када је BAA предала захтев за одобрење његове изградње. У најдужој јавној расправи у историји Британије сукобили су се опречни интереси. С једне стране, велике авио компаније које су стациониране на Хитроу, као Бритиш ервејз, су гласно подржавале проширење аеродрома јер је то једини начин за одржање конкурентности у односу на друге велике међународне аеродроме у Европи. С друге стране, бројни активисти за заштиту животне средине као и 11 лондонских општина, поготову Хилингдон (на чијој територији се аеродром налази), били су жестоки противници изградње новог терминала. Пораст броја путника неумитно значи и већи број возила и летова, што повећава загаћеност ваздуха и буку. Министарство саобраћаја је ипак 2001. одобрило изградњу новог терминала.
Завршетак изградње је заказан за 30. март 2006. Нови терминал ће употребљавати искључиво Бритиш ервејз који ће све своје летове пребацити на овај терминал. Он ће такође имати и део само за Ербасов А380. Изградња новог терминала је са собом повукла и низ мањих пројеката, укључујући и измене на саобраћајној мрежи аеродрома и изградњу мањег ауто-пута који ће бити повезан са М25. У току је и изградња продужетка Пикадили линије лондонског метроа (PicEx пројекат). Нови терминал ће имати и велики број повезаних зграда. Међу њима су нов контролни торањ, 60 места за авионе, хотел са 600 кревета, паркинг за 4.000 возила, управне зграде као и преусмерење две мање реке. Њихов завршетак се очекује до 2010.
По завршетку овог терминала очекује се реорганизација распореда авио-компанија по терминалима.

### Нови Хитроу Исток терминал
BAA је најавила да ће завршетком изградње Терминала 5, 2008. затворити садашњи Терминал 2. На том месту се планира изградња новог терминала капацитета од 30 милиона путника. Изградња би требало да почне 2009. и да траје до 2012. BAA, међутим, још није добила одговарајуће сагласности али је извесно да ће се Терминал 2 (најстарији Хитроов терминал), без обзира на будућност новог терминала, затворити.

### Трећа полетно-слетна стаза
Трећа полетно-слетна стаза је веома неизвестан и дугорочан план који је споменут у плану развоја британског авио саобраћаја (документ који издаје Секретаријат за саобраћај). Њиме се предвиђа изградња треће писте и шестог терминала што би повећало капацитет аеродром за 115 милиона путника. Бритиш ервејз је посебно заинтересован за остварење ових планова.
Међутим, земљиште на коме би нова писта требало да буде изграђена би морало да буде рашчишћено што би значило губитак два мања места у близини аеродрома. У њима се налазе и грађевине извесног историјског значаја. Такође, дискутабилно је да ли би изградња ових грађевина могла да задовољи постојеће прописе о загађењу и буци у близини насељених места.